# کولدواتر، اوهایو
کولدواتر (به انگلیسی: Coldwater) یک روستا در ایالات متحده آمریکا است که در شهرستان مرسر، اوهایو واقع شده‌است. کولدواتر ۵٫۱۰ کیلومتر مربع مساحت و ۴٬۴۲۷ نفر جمعیت دارد و ۹۷۸ متر بالاتر از سطح دریا قرار دارد.